# Ene-Lille Kitsing
Ene-Lille Kitsing, po mężu Jaanson (ur. 19 stycznia 1934 w Tartu, zm. 23 października 2013 tamże) – estońska koszykarka, występująca na pozycji niskiej skrzydłowej, reprezentantka ZSRR i ESRR. Po zakończeniu kariery zawodniczej pracowała jako nauczycielka języka niemieckiego, trenerka koszykarska oraz bibliotekarka.
W 1941 została wywieziona z rodzicami na Syberię.
W latach 1963–1969 była nauczycielką języka niemieckiego, natomiast w latach 1969–2000 główną bibliotekarką Uniwersytetu w Tartu (1975–1982 – kierowniczka działu).

## Osiągnięcia
Na podstawie, o ile nie zaznaczono inaczej.

### Drużynowe
- 3. miejsce w Pucharze Europy Mistrzyń Krajowych (1961)
- Mistrzyni:
  - Estońskiej Socjalistycznej Republiki Radzieckiej (1950, 1955, 1965)
  - uczelniana ZSRR (1953–1955)
- Wicemistrzyni:
  - ZSRR (1957–1960)
  - Estońskiej Socjalistycznej Republiki Radzieckiej (1951, 1953, 1954, 1957, 1958, 1961)
  - juniorek Estonii (1952)
- Brąz mistrzostw Estońskiej Socjalistycznej Republiki Radzieckiej (1956)

### Indywidualne
- Sportsmenka roku Estońskiej Socjalistycznej Republiki Radzieckiej (1954)
- Zaliczona do Galerii Sław Koszykówki Estonii (2020)

### Reprezentacja
Seniorska
- Mistrzyni świata (1959)[3]
- Wicemistrzyni spartakiady narodów (1959)

Młodzieżowe
- Mistrzyni:
  - Bałtyckiej Spartakiady (1954)
  - igrzysk młodzieży (1957)